# Lapara phaeobrachycerous
Lapara phaeobrachycerous (tiếng Anh thường gọi là Gulf Pine Sphinx) là một loài bướm đêm thuộc họ Sphingidae. Loài này có ở các khu vực rừng thông ở Mississippi và phía đông Louisiana.
Sải cánh khoảng 64–78 mm.
Có năm thế hệ mỗi năm, cá thể trưởng thành mọc cánh từ tháng 4 tới tháng 10 ở Louisiana.
Ấu trùng có lẽ ăn các loài Pinus, như Pinus palustris và Pinus taeda.